# كيرو (زاز الشرقي)
کیرو (بالفارسية: کیرو) هي قرية تقع في إيران في قسم زاز الشرقي الریفي. يقدر عدد سكانها بـ 161 نسمة بحسب إحصاء 2016.